# Arseniusz (Izotow)
Arseniusz, imię świeckie Aleksiej Fieodorowicz Izotow (ur. 29 grudnia 1822?/10 stycznia 1823 w Ostaszkowie, zm. 3 kwietnia?/16 kwietnia 1909 w Monasterze Żełtykowskim k. Tweru) – rosyjski biskup prawosławny.

## Życiorys
Był synem kapłana prawosławnego. Ukończył seminarium duchowne w Twerze (1845), następnie instytut rolniczy. Od 1847 wykładał nauki ścisłe w seminarium duchownym w Twerze, był także asystentem inspektora seminarium. Święcenia kapłańskie przyjął w 1858, został skierowany do pracy duszpasterskiej w cerkwi przy monasterze Podwyższenia Krzyża Pańskiego w Twerze. Od 1874 służył w cerkwi św. Jana Chrzciciela w Twerze. W 1878 otrzymał godność protoprezbitera.
19 grudnia 1880 złożył wieczyste śluby mnisze, przyjmując imię Arseniusz. W roku następnym otrzymał godność ihumena i został przełożonym pustelni św. Mikołaja w Tieriebieniu. W 1884 podniesiony do godności archimandryty. Od 1885 do 1893 służył w cerkwi przy ambasadzie rosyjskiej w Konstantynopolu. Po powrocie do Rosji został przełożonym Monasteru Simonowskiego. Chirotonię biskupią przyjął 8 lutego 1895 z rąk konsekratorów: metropolity petersburskiego Palladiusza, metropolity moskiewskiego Sergiusza, arcybiskupów nowogrodzkiego Teognosta, warszawskiego i nadwiślańskiego Flawiana, fińskiego i wyborskiego Antoniego, biskupów narewskiego Nikandra i gdowskiego Nazariusza.
W 1905 odszedł w stan spoczynku na własne życzenie. W 1909 zmarł w Monasterze Żełtykowskim.